# Die Kirchenmaus
Die Kirchenmaus (englischer Originaltitel The Church Mouse) ist ein Bilderbuch des britischen Autors und Illustrators Graham Oakley, das 1972 beim Verlag Atheneum Books veröffentlicht wurde. Die deutsche Erstausgabe erschien 1974 bei Edition Sven Erik Bergh. Nach dem großen Erfolg des Buches veröffentlichte Oakley später noch weitere Kirchenmaus-Bücher.

## Inhalt
Die Maus Arthur lebt in einer Kirche und genießt das dortige geruhsame Leben. Kirchenkater Sampson, der aufgrund der vielen Predigten des Pfarrers gelernt hat, dass man seinen Nächsten lieben soll, ist Arthurs Freund. Nur eine Kleinigkeit stört Arthurs friedvolle Tage: Er fühlt sich einsam. Und so beschließt er eines Tages nach vorheriger Rücksprache mit dem Pfarrer, die Mäuse der Stadt einzuladen, mit ihm in der Kirche zu leben. Diese sind begeistert, leben sie doch in ständiger Angst vor den Hauskatzen, und auch ihr Essen ist nicht gerade üppig. Eine große Mäuseschar hält kurz darauf in der Kirche Einzug. Dafür, dass sie sich um den Blumenschmuck kümmern, die Schuhe der Kirchgänger putzen, nach Hochzeiten die Wege von Konfetti und Reis säubern und das Messing polieren, erhalten sie einmal in der Woche vom Pfarrer ein reichliches Käsemenü. Sampson wird zum Babysitter für die kleinen Mäuse, doch diese übertreiben es mit der Gutmütigkeit des Katers und so hat Sampson mitten im Erntedankfest einen Rückfall, bei dem sein Jagdinstinkt ausbricht und er plötzlich kreuz und quer durch die Kirche den Mäusen hinterherrennt. Dabei entsteht ein gehöriges Tohuwabohu, das die Messbesucher so sehr verärgert, dass sie die Kirche verlassen und dem Pfarrer drohen, nicht mehr zu kommen, sollten die Mäuse nicht bis zum nächsten Tag verschwunden sein. Zum Glück für die Mäuse kommt ausgerechnet in dieser Nacht ein Einbrecher, der sich über die wertvollen silbernen Kerzenhalter hermacht, für die die Pfarrgemeinde emsig gespendet hat und auf die sie sehr stolz ist. Indem Arthur dem Dieb unbemerkt die Schuhbänder verknotet und Sampson sodann die Pfeife eines Polizisten imitiert, gelingt es den Tieren, den Einbrecher zu überwältigen und mit vereinten Kräften in einen Teppich einzuwickeln. Mittels einer weiteren Teamwork-Anstrengung gelingt es, die Kirchenglocken zum Läuten zu bringen, sodass die Stadtbewohner in Massen herbeiströmen, um zu sehen, was los sei. Der Kirchendieb wird verhaftet und davon, dass die Mäuse die Kirche verlassen müssen, ist keine Rede mehr. Ja sie bekommen ihre wöchentliche Käseration künftig sogar, ohne dafür arbeiten zu müssen. Und Sampson wird aufgrund der Ereignisse beim Erntedankfest von den Mäusen ab sofort mit etwas mehr Respekt behandelt.

## Rezeption
Lara Kavanagh schreibt in ihrer Buchrezension: „Mit seinem milden Humor, der kirchlich-provinziellen Kulisse und faszinierend detailfreudigen Illustrationen ist das Buch nach wie vor bei Kindern wie Eltern beliebt […] Der eigentliche Reiz des Buches geht vor allem von den Bildern aus. Die Zeichnungen sind von fast viktorianischer Pracht in Farbe und Detail, in jedem Winkel gibt es etwas zu entdecken. Oakleys Erzählung hat einen gutmütigen Hang zum Moralisieren (sie spielt ja auch in einer Kirche); zwar zielen ein paar Scherze auf ältere Kinder und Erwachsene ab, aber auch die Kleinsten haben hier ihre Freude. Die Kirchenmaus ist das perfekte Gutenacht-Buch für Vorschüler und Schulanfänger.“ Der Guardian befindet: „Die Zeichnungen sind so lebendig, dass man die Mäuse quietschen hören kann.“ und der Sunday Telegraph schreibt: „Die Klassiker der Bilderbuchwelt haben eines gemeinsam: Eine starke, identifizierbare und einprägsame Hauptfigur … Sampson, die Katze, die sich geschworen hat, keine Mäuse zu fangen, kann diesen Platz unter den tierischen Helden durchaus einnehmen.“ Emma Milne-White schreibt anlässlich einer Neuauflage des Buchs in Bookseller: „Oakleys herrliche Illustrationen sind so detailreich und humorvoll, dass man bei jedem Lesen etwas Neues entdeckt, und sie ergänzen die Geschichte wunderbar.“ Julia Eccleshare schreibt in einem Nachruf auf den Autor im Guardian: „Die Geschichte über Arthur, die Kirchenmaus, und Sampson, eine große und stattliche Kirchenkatze, die in der fein gezeichneten Kulisse einer englischen Kirche spielt, konnte auf vielen Ebenen gelesen werden und sprach Erwachsene und Kinder gleichermaßen an. Oakley betrachtete den Text als ebenso wichtig wie die Illustrationen und schrieb ihn häufig zuerst. Traditionellen Bilderbuchstandards folgend verstärkten Oakleys Worte den Humor der Illustrationen, wiederholten aber geschickt nie denselben Witz.“

## Referenzen
Die Kirchenmaus ist in dem literarischen Nachschlagewerk 1001 Kinder- und Jugendbücher – Lies uns, bevor Du erwachsen bist! für die Altersstufe 3+ Jahre enthalten.

## Ausgaben
- The Church Mouse. Atheneum Books, UK 1972 (englisch).
- Die Kirchenmaus. Edition Sven Erik Bergh, 1974.

## Adaptionen
1988 wurde das Buch in der BBC Kinder-TV-Serie Jackanory, die das Lese-Interesse von Kindern anregen sollte, gezeigt und vorgelesen.